# Vaixesika
El sistema vaixesika (en sànscrit vaiśeṣika; i en devanāgarī वैशेषिक) significa particularitat, individidualitat, distinció. És una de les sis darsanes o escoles de filosofia índia ortodoxes (àstika). Ensenya a arribar a la transcendència mitjançant la comprensió profunda de les sis categories primàries de l'existència. Va ser fundada pel savi Kanada que va exposar les bases en el Vaisheshika-sūtra. Tradicionalment se l'agrupa amb l'escola Nyaya.

## Origen
Encara que el sistemes vaixesika i nyaya es van desenvolupar de manera independent, a causa de les seves teories metafísiques estretament relacionades els dos han acabat per fusionar. En la seva forma clàssica, però, l'escola de nyaya difereix vaixesika en un punt crucial: on la primera accepta quatre fonts de coneixement vàlid, la segona les úniques que accepta són la percepció i la inferència.

## Doctrina del Vaixesika
Segons el Vaixesika el moksha només es pot assolir mitjançant el coneixement, més concretament amb les categories: substància, qualitat, activitat, generalitat, particularitat et inherència. Sustenta que la unitat més petita, indivisible i indestructible de l'univers és l'àtom, el qual és fet energia mitjançant la voluntat de Déu i que totes les funcions corporals són una combinació dels àtoms de terra, aigua, foc i aire.
Intenta identificar, inventariar i classificar les entitats que es presenten a si mateixes a la percepció humana. Les sis categories del ser són:
- La substància (dravya).
- La qualitat (guna).
- L'acció (karma).
- L'universal (samanya o jati).
- El particular (vishesha)
- La inherència (samavaya)[3]